# Bażeński II
Bażeński II – polski herb szlachecki, odmiana herbu Bażeński.

## Opis herbu
Opis zgodnie z klasycznymi regułami blazonowania:
W polu czerwonym Murzyn na wprost, do kolan, w opasce biodrowej z piór srebrnych, trzymający w rękach takąż wiewiórkę w lewo, gryzącą orzech. Klejnot: Murzyn od pasa w górę jak w godle, trzymającego oburącz sztandar srebrny w skos lewy, z wiewiórką jak na tarczy, w lewo.

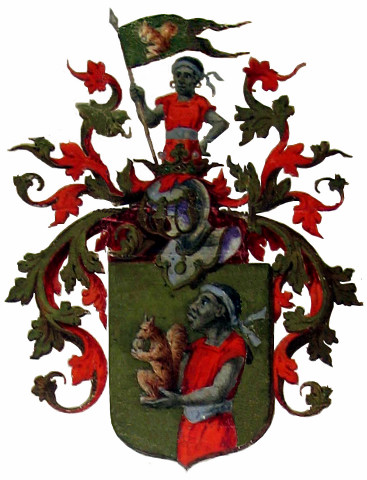
herb von Baysen według francuskiego herbarza z 1913 roku
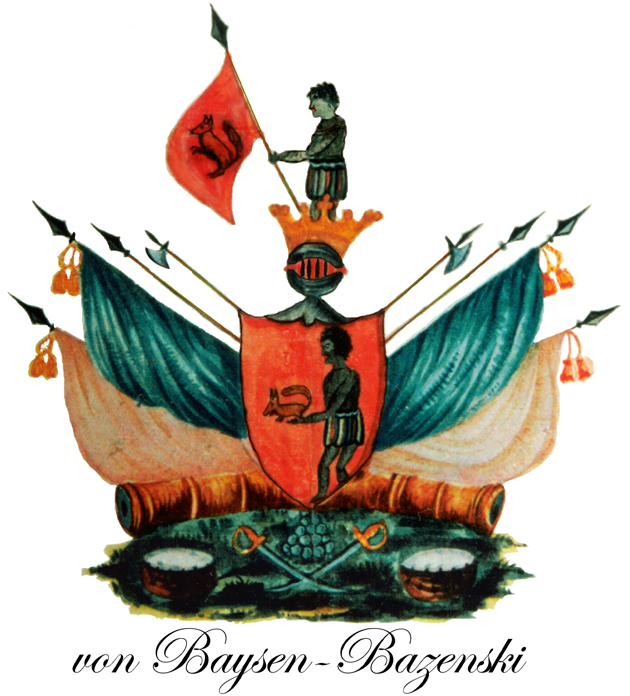
herb Bażeńskich według polskiego aktu szlacheckiego z 1819 roku

## Najwcześniejsze wzmianki
Nieznana geneza odmiany.

### Legenda herbowa
Udostojnienie rodowego herbu, który miał przedstawiać samą wiewiórkę otrzymał według legendy Jan (Hans) de Baisen (Jan Bażeński) za zasługi dla króla aragońskiego Piotra w walce z Maurami. Jak mówi legenda, by ograniczyć przelew krwi własnego rycerstwa podczas jednej z bitew na brzegach Morza Śródziemnego, stoczył on zwycięski pojedynek z przedstawicielem Maurów. Za to i za całoksztat służby dla Korony aragońskiej został on pasowany na rycerza i powrócił do kraju w chwale, z murzyńskim niewolnikiem u boku oraz z rozszerzeniem ojczystego herbu z wiewiórką o Murzyna, który do dzisiejszego dnia jest w klejnocie herbowym rodziny Bażeńskich (von Baysen). Należy zaznaczyć, że Niesiecki nie rozróżniał herbów Bażeński I, II i III. Herb opisywany u niego jako Bażeński, to według nomenklatury Ostrowskiego Bażeński II.

## Herbowni
von Baysen, Bażeński, Bajena .